# Souleymane Diawara
Souleymane Diawara   (Dakar, 24 de desembre de 1978) és un exfutbolista senegalès de la dècada de 2000.
Fou internacional amb la selecció de futbol del Senegal. Pel que fa a clubs, destacà a Le Havre AC, FC Sochaux, FC Girondins de Bordeus, Olympique de Marsella i OGC Nice.